# フジモトマサル
フジモト マサル（1968年11月25日 - 2015年11月22日）は、日本の漫画家、イラストレーター。本名、藤本 理（ふじもと まさる）。東京都在住だった。
1993年よりフリーのイラストレーターとして活動を開始。1994年に回文絵物語『キネマへまねき』で作家デビュー。擬人化された動物が人間に混じって都市生活を営んでいる設定の漫画を好んで描く。回文、なぞなぞなど言葉遊びをモチーフとした作品も多い。村上春樹の期間限定サイト「村上さんのところ」（2015年1月15日 - 5月13日公開）の絵を担当した。
2015年11月22日、慢性骨髄性白血病のため死去。46歳没。

## 著作

### 単著
- キネマへまねき：みぎからよんでもひだりからよんでも フジモトマサルの回文映画館（徳間オリオン、1994）→ ダンスがすんだ（新潮社、2004）
- 長めのいい部屋（主婦の友社、1999 / 中公文庫〈てのひら絵本〉、2005）
  - （増補・改題）長めのいい部屋・かわうそ天然気分（中央公論新社、2021）
- スコットくん（角川書店、2001 / 中公文庫〈てのひら絵本〉、2006）
- こぐまのガドガド（主婦と生活社、2002 / 中公文庫、2008）
- ウール100%（文化出版局、2001 / 完全版、平凡社、2023）
- ウール101%（文化出版局、2004）
- 今日はなぞなぞの日（平凡社、2004）
- ダンスがすんだ：猫の恋が終わるとき（新潮社、2004）
- いきもののすべて（文藝春秋、2006 / 復刊[3]、青幻舎、2020）
- 二週間の休暇（講談社、2007 / 新装版、講談社、2016）
- 終電車ならとっくに行ってしまった（新潮社、2010）
- 夢みごこち（平凡社、2011 / 新版、平凡社、2022） ※装幀 名久井直子
- 聖なる怠け者の冒険 挿絵集（朝日新聞出版、2013）
- フジモトマサルの仕事（平凡社〈コロナ・ブックス〉、2020）※巻頭言：村上春樹
- フジモトマサル傑作集（青幻舎、2020）
- スコットくん・こぐまのガドガド：フジモトマサル名作集（中央公論新社、2022）

### 共著
- じつは、わたくしこういうものです（吉田篤弘共著、平凡社、2002）
- 終わりは始まり（中村航共著、集英社、2008）
- にょにょにょっ記（穂村弘共著、文藝春秋、2015 / 文春文庫、2018）
- まさか逆さま（中村航共著、キノブックス、2016）

### 装画
- 週末・みんなで料理！（毛利敬子著、晶文社、1996）
- おいしい、おいしいダイエット（大沼奈保子著、晶文社、1998）
- 今の自分が本当のあなたです（伊藤守著、講談社、1999）
- 友だちができる本（ロージー・ラシュトン著、寺西のぶ子訳、晶文社、2003）
- あのころの未来-星新一の預言（最相葉月著、新潮社、2003）
- 賞賛語（ほめことば）・罵倒語（けなしことば）辞典（長野伸江著、小学館、2005）
- 家族の痕跡：いちばん最後に残るもの（斉藤環著、筑摩書房、2005 / ちくま文庫、2010）
- にょっ記（穂村弘著、文藝春秋、2006 / 文春文庫、2009）
- という、はなし（吉田篤弘著、筑摩書房、2006 / ちくま文庫、2016）
- 村上春樹にご用心（内田樹著、アルテスパブリッシング、2007）
- たちの悪い話（バリー・ユアグロー著、柴田元幸訳、新潮社、2007）
- エロマンガ島の三人（長嶋有著、エンターブレイン、2007）
- レイコちゃんと蒲鉾工場（北野勇作著、光文社、2008）
- ゲームホニャララ（長嶋有著、エンターブレイン、2009）
- にょにょっ記（穂村弘著、文藝春秋、2009 / 文春文庫、2012）
- 指定席 赤川次郎ショートショート王国（赤川次郎著、光文社、2010）
- ゼロから驚くほど話せる！英会話音まねレッスン（川本佐奈恵著、旺文社、2011）
- アメリカなう（小国綾子著、小学館、2011）
- パッと話せる！パッと返せる！英会話「音まね」レッスン：対話編（川本佐奈恵著、旺文社、2012）
- 聖なる怠け者の冒険（森見登美彦著、朝日新聞出版、2013）
- 村上さんのところ（村上春樹著、新潮社、2015）
- あなたの感じていることは大切にしていいんです：マインドフルネス・レッスン（伊藤守著、方丈社、2017）
- きっと、うまくいくよ：自分の価値に気がつく30のレッスン（伊藤守著、ディスカヴァー・トゥエンティワン、2020）
- 小さなことにくよくよしない88の方法（リチャード・カールソン著、和田秀樹訳、三笠書房、2021）